# ممحاة

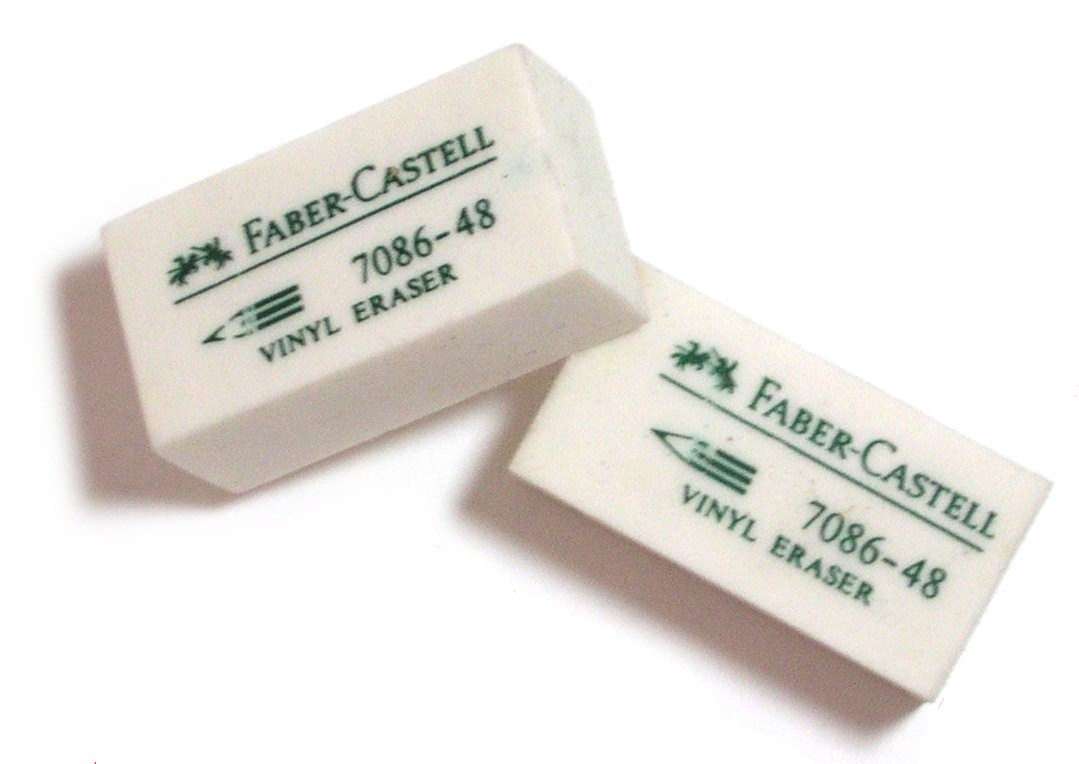

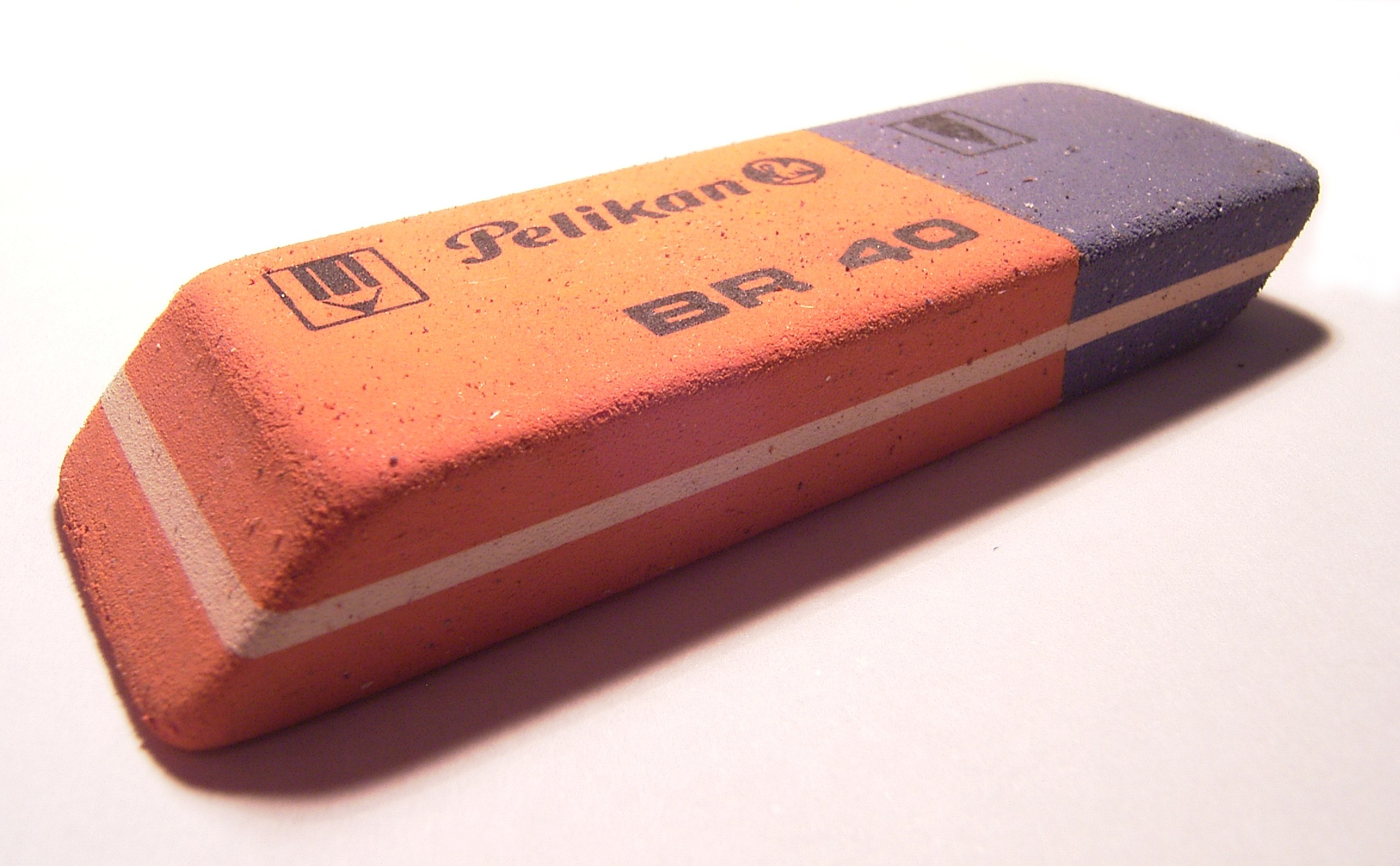
ممحاة

المِمْحَاة (الجمع: مَمَاحٍ) أو الجومة أو الأَسْتِيكة أو المَسَّاحة أداةٌ من مطاطٍ، تُمحَىٰ بها كتابةُ قلمِ الرَّصاص؛ لتعديلها أو محوِها.
وللحِبرَيْن السائلِ والجافِّ مَمَاحٍ أيضًا، وكذلك قلمُ الرَّصاص.

## التسمية
«مِمْحَاة» بوزن «مِفْعَلَة» (واللام في هذا الوزن أصلُها واو مِن الجذر «محو»؛ فالأصل: مِمْحَوَة، فقُلبتْ الواوُ ألفًا للفتحة التي عليها وعلىٰ ما قبلَها؛ فصارَتْ أخفَّ لفظًا)، وهي مِن الفعل: مَحَا يَمْحُو، اُمْحُ (وهو فعل الأمر)، مَحْوًا، فهو (الفاعل): ماحٍ، والمفعول: مَمْحُوٌّ: أزالَ الأثَرَ وأذهبَهُ، وأنا مَحَوْتُ أَمْحُو، وجذرُهُ: محو.

## التاريخ
ان أول من ذكر الممحاة في التاريخ هو الكيميائى
الانجليزى جي. برستلي عام 1770 م. تصنع الممحاة
اليوم من البلاستيك وكذلك من المطاط الطبيعي.